# Saint-Michel-en-Grève
Saint-Michel-en-Grève (tiếng Breton: Lokmikael-an-Traezh) là một xã của tỉnh Côtes-d’Armor, thuộc vùng Bretagne, tây bắc Pháp.

## Dân số
Người dân ở Saint-Michel-en-Grève được gọi là Michelois.